# Salif Camara Jönsson
Salif Mané Camara Jönsson, född 9 september 1983 i Kulladal, är en svensk före detta fotbollsspelare. Han är sedan säsongen 2021 sportchef i Trelleborgs FF.

## Karriär
Camara Jönssons moderklubb är Kirseberg IF, där han spelade fram tills november 2006 då han skrev på ett tvåårskontrakt med Bunkeflo IF. Han stannade kontraktet ut och var med om när klubben 2007 slogs ihop med Limhamns IF och blev IF Limhamn Bunkeflo. 
I mars 2009 skrev han på ett tvåårskontrakt med division 1-klubben FC Rosengård. I november 2010 förlängde han sitt kontrakt med klubben ytterligare två år. Säsongen 2011 slutade med nerflyttning till division 2 för Rosengård och Camara Jönsson lämnade efter säsongen för division 1-klubben Lunds BK. Camara Jönsson vann skytteligan i Division 1 Södra 2014 med 27 gjorda mål.
Inför säsongen 2015 valde han att skriva på för Trelleborgs FF. Den 24 april 2017 gjorde Camara Jönsson fyra mål i en 6–0-vinst över Örgryte IS. I följande match, den 2 maj 2017, gjorde han återigen fyra mål i en 4–0-seger över IFK Värnamo. Efter säsongen 2020 avslutade Camara Jönsson sin fotbollskarriär och fick en roll som sportchef i Trelleborgs FF.